# Tethina salinicola
Tethina salinicola is een vliegensoort uit de familie van de Canacidae. De wetenschappelijke naam van de soort is voor het eerst geldig gepubliceerd in 1998 door Beschovski.